# قبيلة البرنو
قبيلة البرنو القارة الأفريقية فقد ثبت تاريخيا أنها كانت من أكبر الدول الأفريقية مساحة فقد امتدت من نهر النيجر غربا وحتي نهر النيل شرقا ومن اقليم فزان شمالا وحتي الادماوا جنوبا، كما انها كانت أطول الدول عمرا فقد عاشت لاكثر من الف عام (700 – 1919م) ولهذا فقد قامت بدور كبير في نشر الإسلام في القارة الأفريقية بعامة ومنطقة السودان الغربي والأوسط بخاصة بل ان شعوب هذا الإقليم الواسع قد دخلوا في الإسلام علي ايدي البرنو وانتشرت الثقافة الإسلامية والعربية عن طريق معاهد البرنو ومساجدها التي ظلت تعمر هذه المنطقة طوال العصر الوسيط وجزءا من العصر الحديث ولم تنطفئ نيرانها القرآنية الا بعد الغزو الاستعماري للقارة.
كما بسطت دولتهم الشورى والعدل بين رعيتها واتخذت من الشرع الإسلامي منهجا في كل نظمها السياسية والحضارية (2) فكانت منار اعجاب كل الرحالة الذين زاروها عربا كانوا أو أجانب فاستطاعت بذلك ان تقيم علاقات قوية مع حكام مصر ودول شمال افريقيا ومدت يدها الي الخلافة العثمانية فقبلتها وامتدت ها بما يلزم من المد المادي والمعنوي فإنطلقت قوافلها التجارية لتجوب الصحراء الأفريقية فكانت كسفن تموج في بحر عميق فإزدهرتتجارتها مع مصر والحجاز وشمال افريقيا بل ذهبت تجارتها حتي الصين والهند شرق افريقيا (3).
فظهر تجار البرنو فبيها كتجار ودعاة وكان الحج مظهرا اسلاميا مهما لسلاطين البرنو حتي يقال انه حج أكثر من ثلاثين سلطانا من سلاطين البرنو وهكذا ملأت هذه الدولة الفتية المنطقة الإسلامية جركة وبركة واستطاعت ان تحافظ علي املاكها طوال تلك الفترة حتي عندما دخل الاستعمار الاوربي القارة الأفريقية خلال القرن العشرين كانت في ثلاث جبهات البريطانية والفرنسية والألمانية (4) فسقطت الامبراطورية العجوز بعد ان جاهدت كل تلك الفترة ثم قسمت املاكها بين تلك الدول الثلاث لكنها تركت للمسلمين تراثا رائعا وصفحات خالدة من التاريخ الإسلامي والحضارة الإسلامية لهذه القارة.. ويعود اصلهم إلى جدهم الأكبر سيف ابن ذي يزن الذي استقرو فيما بعد في القارة الإفريقية الكبرى

## تأسيس دولة البرنو
مرت دولة البرنو بمرحلتين في تاريخها السياسي المرحلة الاولي عرفت بدولة الكانم (700-1398م) وعرفت الثانية يدولة البرنو (1398-1919م) ولم يتغير شئ خلال المرحلتين سوي اسم الدولة، اما الحكام فهم انفسهم فقط انتقلوا من شرقي بحيرة تشاد الي غربي البحيرة وسموا دولتهم بدولة البرنو.
وتؤكد معظم الوثائق التاريخية الي ان دولة برنو قد نشات عند بداية عهدها في اقليم كوار جنوب منطقة فزان ((12)) وذلك عقب سقوط مملكة كوش علي يد اكسوم وما تلا ذلك من صراعات قبلية ادت الي هجرة هذه القبائل واستقرارها في اقليم كوار وتاسيس ملك لها في هذه المنطقة..
ثم انتقلت هذه الدولة جنوبا واستقرت شرقي بحيرة تشاد والتي عرفت ببلاد الكانم، وذلك عفب الحروب الرومانية في شمال افريقيا وما تلا ذلك من احداث الفتح الإسلامي فهاجرت قبائل ضخمة من العناصر البربرية واستقرت حول بحيرة تشاد وحوض النيجر.

## العلاقات الخارجية لدولة البرنو
اهتمت دولة البرنو منذ نشاتها بعلاقاتها الخارجية خاصة وانها دولة اسلامية كبري في قلب القارة الأفريقية وقد وصلت مرحلة من القوة والعظمة في البناء السياسي الداخلي ونشر الإسلام في القارة السمراء فجذبت انظار العالم المتمدن يومئذ خاصة الدول الإسلامية..
يقول الشيخ احمد بابا ان سلاطين الدنيا العظام أربعة هم:
الاعظم سلطان بغداد والمقصود به الخليفة العثماني وسلطان مصر وسلطان برنو وسلطان مالي ((35)) هذا هو موقعها في العالم الإسلامي.
اما في أفريقية فيقول الشيخ عبد القادر بن المصطفي في كتابه (روضات الافكار) ان دولة البرنو كانت اعظم الدول الأفريقية قاطبة ((36)) خلال العصر الوسيط ولهذه المكانة المرموقة حرص سلاطين برنو علي توطيد علاقاتهم بالدول الإسلامية الكبري مثل مصر ودول شمال أفريقية والدول العثمانية..

## دور البرنو في نشر الإسلام
كما سبقت الإشارة فان دولة برنو في الشهرة والانطلاق والغني عقب دخول ملوكها في الإسلام في تلك الفترة المبكرة واتخاذهم الشريعو الإسلامية نظاما لدولتهم ومنهجا لحكمهم وذلك منذ القرن الخامس الهجري 11م ويقول الدكتور احمد شلبي في هذا الصدد عني أكثر حكام إمبراطورية برنوبالنظم الإسلامية واتخذوا الدين الإسلامي دستورا لحياتهم واشاعوا العدل والانصاف بين الجماهير وحاولوا ان ينفذوا الاقتصاد الإسلامي فاتجهت العناية الي جمع الزكاة وحسن توزيعها كما عني الحكام بتعليم القران واتباع ادابه ((49))..
وقد اهتم سلاطين البرنو بتطبيق تعاليم الإسلام علي انفسهم اولا فقد كانوا يحفظون القران منذ صغرهم ويتخذون العلماء العلماء في قصورهم لتعليمهم وقد وردت أسماء كثيرة لهؤلاء العلماء مثل محمد بن ماني والشيخ احمد بن فرتوا والشيخ محمد بن صفيه..

## البرنو في السودان
إن وجود البرنو في السودان أمر طبيعي فقد كان دخولهم السودان قبل الإسلام حينما اشتركت قبائل في حوادث كوش واستقروافيها زمنا وعقب غزو اكسوم لكوش نزحوا غربا حيث استقروا حول تشاد واقاموا دولتهم فيها، ومن ثم سيطروا علي كل منطقة السودان الأوسط كما سبق الإشارة
كما امتدت دولتهم في بعض الاحيان من النيجر غربا حتي النيل شرقا ((69)) وبالتالي فان جزء من السودان كان ضمن املاكهم بل هنالك من المؤرخين من يقول بان مؤسس دولة الفونج كانوا عناصر من البرنو ((70)).
وبالتالي فان البرنو هم سودانيون بالاصالة والتاريخ وكان للاستعمار الاوربي اهدافه الواضحة في تمزيق البرنو وتشتيتهم عقب اسقاط دولتهم وتقسيمها ولهذا كان وجود البرنو في السودان منذ عهد بعيد، فقد هاجر بعضهم الي السوان عقب سقوط دولتهم والاحداث التي واكبت ذلك واستقروا في كل انحاء السودان.
لكن كان من الطبيعي ان تتكاثر اعدادهم في مناطق غرب السودان خاصة دارفور وقد اشتركوا في كل احداث السودان وبنائه كما هو واضح منذ عهد الفونج وقبلهم ولا شك ان دورهم كان بارزا في كل المستويات لما لهم من علم وفهم في امور الدين والدنيا بعد ان صقلتهم وعركتهم لمدة تناهز الالف عام في البناء الحضاري والإنساني ولهذا كانوا مصدر عطاء ثر في كل الدول التي وجدوا فيها انفسهم أو التي هاجروا اليها..